# Mariene ecoregio Amsterdam-Saint-Paul
De Mariene ecoregio Amsterdam-Saint-Paul (194) (Engels: Amsterdam–St Paul marine ecoregion) is een biogeografische regio en ligt in het zuiden van de Indische Oceaan in de Mariene provincie Amsterdam-Saint-Paul (52) in het Marien rijk Gematigd Zuidelijk Afrika. De mariene ecoregio is vastgesteld door het World Wide Fund for Nature en The Nature Conservancy en is vernoemd naar de eilanden Saint-Paul en Amsterdam.
Het gebied grenst niet aan andere mariene ecoregio's.

## Geografie
De mariene ecoregio ligt in het zuiden van de Indische Oceaan rond de eilanden Saint-Paul en Amsterdam in district Saint-Paul en Amsterdam in de Franse Zuidelijke Gebieden.

## Biogeografie
Het gebied kent zeeleven dat houdt van gematigde temperaturen.